# Jinbei

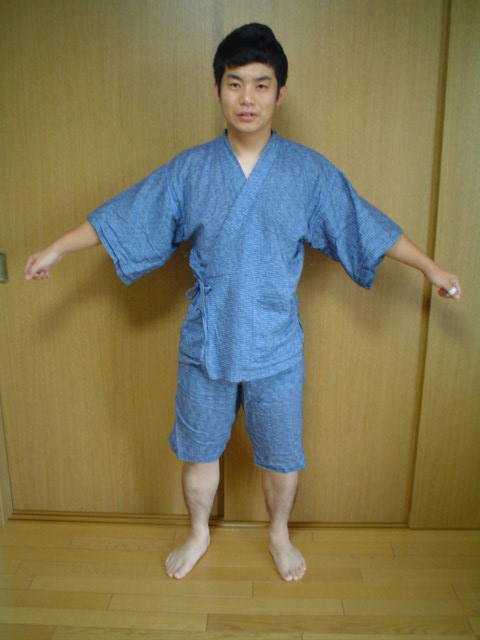
Un esempio di jinbei

Il jinbei o jinbee (甚平 o 甚兵衛?) è un indumento tradizionale giapponese indossato dagli uomini e dai ragazzi durante l'estate. È composto da una sorta di giacca e da un paio di pantaloni abbinati.
Tradizionalmente il jinbei è fatto di canapa o cotone tinto in modo uniforme, spesso blu o verde, anche se i jinbei moderni hanno anche delle stampe o trame floreali e colorate. La parte superiore somiglia ad una giacca a maniche corte che cade sui fianchi. Si allaccia sia all'interno che all'esterno. I jinbei tradizionali vengono usati per sostituire lo yukata alle feste estive, tipicamente da uomini e ragazzi ma anche dalle giovani donne. I jinbei da donna tendono ad essere più colorati e spesso figurano stampe con l'iconografia popolare giapponese.